# Eleições estaduais no Maranhão em 1998
As eleições estaduais no Maranhão em 1998 ocorreram em 4 de outubro como parte das eleições gerais no Distrito Federal e em 26 estados. O resultado apontou a reeleição da governadora Roseana Sarney e do vice-governador José Reinaldo Tavares já no primeiro turno para outro mandato de quatro anos a se iniciar em 1º de janeiro de 1999. A coligação vitoriosa elegeu também o senador João Alberto Souza e fez as maiores bancadas dentre os 18 deputados federais e 42 deputados estaduais eleitos.
Passados quatro anos o Maranhão assistiu a um novo duelo entre Roseana Sarney e Epitácio Cafeteira e desta vez a filha de José Sarney colheu dois terços dos votos válidos enquanto o rival repetiu o papel encenado nos anos 1970 quando se opunha ao "sarneísmo" embora tenha sido eleito governador em 1986 com o apoio da referida força política numa disputa onde cravou o recorde de 81,02% dos votos válidos. Para a governadora reeleita a vitória veio numa campanha onde teve que sofrer intervenções cirúrgicas em pleno processo eleitoral quando as ações foram confiadas ao vice-governador José Reinaldo Tavares, a quem Roseana Sarney assessorou na Companhia Urbanizadora da Nova Capital em Brasília antes de se formar em Sociologia na Universidade de Brasília em 1978 quando já auxiliava o pai no Senado Federal, atribuição da qual se afastou para assumir uma Secretária Extraordinária no governo Luís Rocha. Após a morte de Tancredo Neves, a presidência da República foi entregue a José Sarney que nomeou a filha como assessora da Casa Civil onde ficou por dois anos. Nascida em São Luís, tornou-se a primeira mulher a representar o Maranhão em Brasília ao vencer as eleições de 1990 pelo PFL e como oposição ao Governo Collor votou a favor do impeachment do presidente em 1992 e venceu a corrida ao Palácio dos Leões em 1994, após uma vitória apertada sobre Epitácio Cafeteira em segundo turno.
Natural de São Luís, o engenheiro civil José Reinaldo Tavares formou-se pela Universidade Federal do Ceará em 1964 com especialização na Pontifícia Universidade Católica do Rio de Janeiro em 1970. Quando José Sarney governou o Maranhão, José Reinaldo Tavares foi diretor do Departamento de Estradas e Rodagem e a seguir secretário de Planejamento no governo Pedro Santana. Ao mudar para Brasília presidiu a Companhia Urbanizadora da Nova Capital em 1975 no governo Elmo Serejo tendo Jorge Murad e Roseana Sarney como assessores até que foi nomeado Secretário de Viação e Obras Públicas do Distrito Federal e durante a passagem de João Figueiredo pela presidência da República foi diretor do Departamento Nacional de Obras de Saneamento (DNOS). Após a morte de Tancredo Neves, o Palácio do Planalto ficou sob o comando de José Sarney e este escolheu José Reinaldo Tavares para comandar a Superintendência do Desenvolvimento do Nordeste e depois foi nomeado ministro dos Transportes. Eleito deputado federal via PFL em 1990 e depois vice-governador do Maranhão em 1994 e 1998 junto a Roseana Sarney.
Na eleição direta para senador o vitorioso foi o economista João Alberto Souza. Nascido em São Vicente Ferrer, ele se formou em 1966 pela Universidade Candido Mendes. Membro da ARENA e do PDS, foi eleito deputado estadual em 1970 e deputado federal em 1978 e 1982. Voto favorável à Emenda Dante de Oliveira em 1984 e eleitor de Tancredo Neves no Colégio Eleitoral em 1985, ingressou no PFL e foi eleito vice-governador na chapa de Epitácio Cafeteira em 1986 e prefeito de Bacabal em 1988, causando polêmica ao acumular os dois cargos tendo que renunciar à prefeitura para assumir o Palácio dos Leões quando o titular deixou o cargo para disputar a eleição para senador e após uma disputa judicial sua posse como governador foi confirmada. Eleito deputado federal em 1994, afastou-se para ocupar o cargo de secretário de Governo a pedido de Roseana Sarney e após migrar para o PMDB foi eleito senador, o primeiro do partido no estado.

## Resultado da eleição para governador
Segundo o Tribunal Regional Eleitoral do Maranhão houve 1.523.734 votos nominais (73,99%), 377.993 votos em branco (18,35%) e 157.817 votos nulos (7,66%) totalizando o comparecimento de 2.059.544 eleitores.
| Candidatos a governador do estado | Candidatos a vice-governador | Número | Coligação                                                                                   | Votação   | Percentual |
| --------------------------------- | ---------------------------- | ------ | ------------------------------------------------------------------------------------------- | --------- | ---------- |
| Roseana Sarney PFL                | José Reinaldo Tavares PFL    | 25     | Maranhão Muito Mais (PFL, PMDB, PSD, PL, PTB, PSC, PSL, PCdoB, PRP, PST, PRTB, PRONA, PSDC) | 1.005.755 | 66,01%     |
| Epitácio Cafeteira PPB            | Clay Lago PDT                | 11     | Ética e Liberdade (PPB, PDT, PSDB, PPS, PSB, PRN, PMN, PTdoB)                               | 401.578   | 26,36%     |
| Domingos Dutra PT                 | Uílio Silva PT               | 13     | Muda Maranhão (PT, PCB)                                                                     | 97.536    | 6,40%      |
| Marcos Igreja PV                  | Gonçalo Paz Santos PV        | 43     | PV (sem coligação)                                                                          | 10.569    | 0,69%      |
| Marcos Silva PSTU                 | Francisco Chagas PSTU        | 16     | PSTU (sem coligação)                                                                        | 8.296     | 0,54%      |

## Resultado da eleição para senador
Segundo o Tribunal Regional Eleitoral do Maranhão houve 1.285.565 votos nominais (62,42%), 515.669 votos em branco (25,04%) e 258.310 votos nulos (12,54%) totalizando o comparecimento de 2.059.544 eleitores.
| Candidatos a senador da República | Primeiro suplente de senador | Número | Coligação                                                                                   | Votação | Percentual |
| --------------------------------- | ---------------------------- | ------ | ------------------------------------------------------------------------------------------- | ------- | ---------- |
| João Alberto Souza PMDB           | Antônio Leite PMDB           | 15     | Maranhão Muito Mais (PFL, PMDB, PSD, PL, PTB, PSC, PSL, PCdoB, PRP, PST, PRTB, PRONA, PSDC) | 760.576 | 59,16%     |
| Haroldo Saboia PT                 | Não disponível -             | 13     | Muda Maranhão (PT, PCB)                                                                     | 390.005 | 30,34%     |
| José Luís Lago PPS                | Não disponível PPS           | 23     | Ética e Liberdade (PPB, PDT, PSDB, PPS, PSB, PRN, PMN, PTdoB)                               | 69.044  | 5,37%      |
| Washington Rio Branco PV          | Não disponível PV            | 43     | PV (sem coligação)                                                                          | 38.306  | 2,98%      |
| Luiz Noleto PSTU                  | Não disponível PSTU          | 16     | PSTU (sem coligação)                                                                        | 27.634  | 2,15%      |

## Deputados federais eleitos
São relacionados os candidatos eleitos com informações complementares da Câmara dos Deputados.
| Deputados federais eleitos | Partido | Votação | Percentual | Cidade onde nasceu       | Unidade federativa |
| -------------------------- | ------- | ------- | ---------- | ------------------------ | ------------------ |
| João Castelo               | PSDB    | 96.535  |            | Caxias                   | Maranhão           |
| Sarney Filho               | PFL     | 96.349  |            | São Luís                 | Maranhão           |
| Nice Lobão                 | PFL     | 91.106  |            | Recife                   | Pernambuco         |
| Roberto Rocha              | PSDB    | 78.485  |            | São Luís                 | Maranhão           |
| Gastão Vieira              | PMDB    | 76.879  |            | São Luís                 | Maranhão           |
| Pedro Fernandes            | PSD     | 64.774  |            | São Luís                 | Maranhão           |
| Mauro Fecury               | PFL     | 63.311  |            | Rio Branco               | Acre               |
| Francisco Coelho           | PFL     | 62.395  |            | Balsas                   | Maranhão           |
| Neiva Moreira              | PDT     | 51.291  |            | Nova Iorque              | Maranhão           |
| Paulo Marinho              | PSC     | 48.706  |            | Caxias                   | Maranhão           |
| Eliseu Moura               | PL      | 47.758  |            | Oeiras                   | Piauí              |
| Remi Trinta                | PL      | 45.442  |            | São Bento                | Maranhão           |
| Pedro Novais               | PMDB    | 44.949  |            | Coelho Neto              | Maranhão           |
| César Bandeira             | PFL     | 42.902  |            | Vitorino Freire          | Maranhão           |
| José Antônio Almeida       | PSB     | 39.529  |            | São Luís                 | Maranhão           |
| Sebastião Madeira          | PSDB    | 38.932  |            | São Domingos do Maranhão | Maranhão           |
| Costa Ferreira             | PFL     | 37.923  |            | Guimarães                | Maranhão           |
| Albérico Filho             | PMDB    | 37.742  |            | Goiana                   | Pernambuco         |

## Deputados estaduais eleitos
| Número | Deputados estaduais eleitos | Partido | Votação | Percentual | Cidade onde nasceu        | Unidade federativa |
| ------ | --------------------------- | ------- | ------- | ---------- | ------------------------- | ------------------ |
| 41266  | Manoel Ribeiro              | PSD     | 39.715  | 2,29%      | São Luís                  | Maranhão           |
| 25110  | Dr. Magno Bacelar Nunes     | PFL     | 34.656  | 2,00%      | Chapadinha                | Maranhão           |
| 25222  | Maura Jorge                 | PFL     | 27.255  | 1,57%      | Lago da Pedra             | Maranhão           |
| 25111  | Humberto Coutinho           | PFL     | 26.793  | 1,54%      | Pedreiras                 | Maranhão           |
| 25113  | Tata Milhomem               | PFL     | 25.977  | 1,50%      | Presidente Dutra          | Maranhão           |
| 41234  | Edmar Cutrim                | PSD     | 21.355  | 1,23%      | Matinha                   | Maranhão           |
| 15140  | Arnaldo Melo                | PMDB    | 20.896  | 1,20%      | Codó                      | Maranhão           |
| 41222  | Zé Raimundo                 | PSD     | 20.742  | 1,20%      | Pinheiro                  | Maranhão           |
| 25201  | Mercial Arruda              | PFL     | 20.321  | 1,17%      | Grajaú                    | Maranhão           |
| 25223  | Jorge Pavão                 | PFL     | 19.112  | 1,10%      | Santa Helena              | Maranhão           |
| 15141  | Stênio Rezende              | PMDB    | 18.518  | 1,07%      | Vitorino Freire           | Maranhão           |
| 25157  | Marly Abdalla               | PFL     | 18.157  | 1,05%      | Coroatá                   | Maranhão           |
| 25200  | Rigo Teles                  | PFL     | 18.061  | 1,04%      | São Domingos do Maranhão  | Maranhão           |
| 41210  | Janice Braide               | PSD     | 17.982  | 1,04%      | Bacabal                   | Maranhão           |
| 12111  | Julião Amin                 | PDT     | 16.671  | 0,96%      | São Luís                  | Maranhão           |
| 11114  | Zé Gerardo de Abreu         | PPB     | 16.579  | 0,96%      | Acaraú                    | Ceará              |
| 41127  | José Orlando Ferreira       | PSD     | 16.296  | 0,94%      | São Bernardo              | Maranhão           |
| 41202  | Antônio Bacelar Nunes       | PSD     | 16.164  | 0,93%      | Caxias                    | Maranhão           |
| 15121  | Jura Filho                  | PMDB    | 15.652  | 0,90%      | Bacabal                   | Maranhão           |
| 15678  | João Evangelista            | PMDB    | 14.597  | 0,84%      | São João Batista          | Maranhão           |
| 28123  | Caica Wchoa                 | PRTB    | 14.313  | 0,82%      | Boa Viagem                | Ceará              |
| 22230  | Nilson Garcia               | PL      | 14.046  | 0,81%      | Cururupu                  | Maranhão           |
| 14121  | Deoclides Macedo            | PTB     | 13.873  | 0,80%      | Porto Franco              | Maranhão           |
| 25101  | Júlio Monteles              | PFL     | 13.797  | 0,80%      | Anapurus                  | Maranhão           |
| 41236  | Camilo Figueiredo           | PSD     | 13.756  | 0,79%      | Codó                      | Maranhão           |
| 11147  | Pedro Alves                 | PPB     | 13.738  | 0,79%      | Bacabal                   | Maranhão           |
| 45145  | Vete Botelho                | PSDB    | 13.529  | 0,78%      | Riachão                   | Maranhão           |
| 11113  | João Macedo da Silva        | PPB     | 13.445  | 0,77%      | Lago do Junco             | Maranhão           |
| 44123  | Joaquim Haickel             | PRP     | 13.258  | 0,76%      | São Luís                  | Maranhão           |
| 20258  | Sandra de Deus              | PSC     | 13.119  | 0,76%      | Governador Eugênio Barros | Maranhão           |
| 22221  | Aparecida Furtado           | PL      | 12.948  | 0,75%      | São João dos Patos        | Maranhão           |
| 12122  | Soliney Silva               | PDT     | 12.761  | 0,74%      | São João do Piauí         | Piauí              |
| 12012  | Teresa Murad                | PDT     | 12.383  | 0,71%      | São Luís                  | Maranhão           |
| 13112  | Jomar Fernandes             | PT      | 11.324  | 0,65%      | São Luís                  | Maranhão           |
| 11122  | Aderson Lago                | PPB     | 11.291  | 0,65%      | São Luís                  | Maranhão           |
| 44111  | Malrinete Gralhada          | PRP     | 10.909  | 0,63%      | Bom Jardim                | Maranhão           |
| 33123  | Lourival Mendes             | PMN     | 10.454  | 0,60%      | São Luís                  | Maranhão           |
| 28170  | Jutinha Freitas             | PRTB    | 10.379  | 0,60%      | Barra do Corda            | Maranhão           |
| 70110  | Pontes de Aguiar            | PTdoB   | 10.256  | 0,59%      | Coreaú                    | Ceará              |
| 40140  | João Pavão Filho            | PSB     | 9.927   | 0,57%      | Santa Helena              | Maranhão           |
| 22220  | Rubens Pereira              | PL      | 9.526   | 0,55%      | Matões do Norte           | Maranhão           |
| 18200  | Hélio Soares                | PST     | 9.332   | 0,54%      | Turiaçu                   | Maranhão           |